# Drobnonožke
Drobnonožke (znanstveno ime Symphyla) so majhen red talnih členonožcev, ki jih uvrščamo med stonoge, vanj pa uvrščamo okrog 160 danes živečih opisanih vrst. Z zoološkega stališča so zanimive predvsem zato, ker so po več značilnostih podobne žuželkam.

## Telesne značilnosti
So majhne, brezbarvne živali z mehkim skeletom, v dolžino merijo od enega do 8 mm. Njihov trup je sestavljen iz 13 členov, od tega jih 12 nosi po par nog, iz zadnjega pa izrašča par cerkov z izvodili predilnih žlez in par dolgih čutilnih dlak. Konča se z majhnim telzonom ovalne oblike. Na hrbtni strani je 15 do 24 plošč skeleta, torej več kot ena na člen. Ob bazi vsake noge je koksalna vrečka, ki verjetno služi shranjevanju vode, in droben trn, ki ima verjetno čutilno funkcijo in je podoben kot pri primitivnih žuželkah.
Glava je iz treh zraščenih členov, kar je enako kot pri žuželkah. Tudi obustni aparat je zelo podoben žuželčjemu, z mandibulo in dvema paroma maksil, od katerih je drugi par zraščen v ustno (labium). Iz te lastnosti nekateri taksonomi izpeljujejo bližnjo sorodnost te skupine z žuželkami, a je obustni aparat teh dveh skupin funkcionalno različen in navidezna podobnost ne razkriva nujno sorodnosti. Tipalnice izraščajo ob strani glave oči nimajo.
Par vzdušnic se odpira ob straneh glave in vodi samo do prvih treh členov oprsja. Na trebušni strani četrtega člena so odprtine spolnih žlez.

## Razmnoževanje in razvoj
Razmnoževanje drobnonožk je nenavadno. Samec odloži 150 do 450 paketov semenčic (spermatoforjev), vsakega na lasten pecelj. Ko jih samica najde, jih požre in shrani v poseben mešiček ob strani ustne votline. Vsako jajčece posamič z usti pobere iz svoje spolne odprtine in ga pritrdi na podlago, nato pa premaže semenčice čezenj in ga tako oplodi. Predilne žleze verjetno sodelujejo pri razmnoževanju, vendar njihova vloga še ni razjasnjena.
Razvoj je anamorfen. Ob izvalitvi imajo ličinke šest do sedem parov nog in ustrezno število členov, njihovo število pa se nato z vsako levitvijo veča. Živijo do nekaj let in se levijo ter rastejo ves ta čas.

## Ekologija
So talne živali, ki živijo v vlažni prsti, nekatere vrste pa tudi na drevesih ali v jamah. Prehranjujejo se z odmrlim organskim materialom in koreninicami. Za eno vrsto je znano da je plenilska. Posebej bogata je tropska favna.
V primeru da se močneje namnožijo, lahko z objedanjem kmetijskih rastlin povzročajo škodo.

## Sistematika
Danes znane vrste večinoma uvščamo v dve družini, Scutigerellidae in Scolopendrellidae, za nekatere pa taksonomski položaj še ni znan.
Prvo znano vrsto drobnonožk je leta 1763 na slovenskem ozemlju našel in opisal Giovanni Antonio Scopoli, ki jo je takrat uvrstil med strige in ji dal ime Scolopendra nivea. Kasneje so ugotovili, da gre za drobnonožko in vrsta danes nosi ime Hanseniella nivea. Skupaj je za Slovenijo znanih pet vrst: Scopolijeva drobnonožka, velika skutigerela (Scutigerella immaculata), navadna simfilela (Symphylella vulgaris) in jamski Pretnerjeva drobnonožka (Scolopendrellopsis pretneri) ter jamska skutigerela (Scutigerella hauserae), poleg njih pa je znano še pojavljanje nekaterih drugih rodov brez natančne določitve. Favna drobnonožk na slovenskem ozemlju še ni bila sistematično raziskana.